# مارك وييتس
مارك وييتس هو مدرب كرة قدم ولاعب كرة قدم بلجيكي في مركز الهجوم، ولد في 12 سبتمبر 1967 في مدينة بروكسل في بلجيكا. لعب مع رويال أندرلخت وريسنغ وايت ديرنغ مولنبيك وسريع ميشيلين ونادي تورناي ونادي رويال شارلروا ونادي سينت ترويدن ونادي لوفيرواز ونادي موسكرون.

## وصلات خارجية
- مارك وييتس على موقع قاعدة بيانات كرة القدم.إي يو (الإنجليزية)
- مارك وييتس على موقع عالم كرة القدم.نت (الإنجليزية)